# Inselkarte

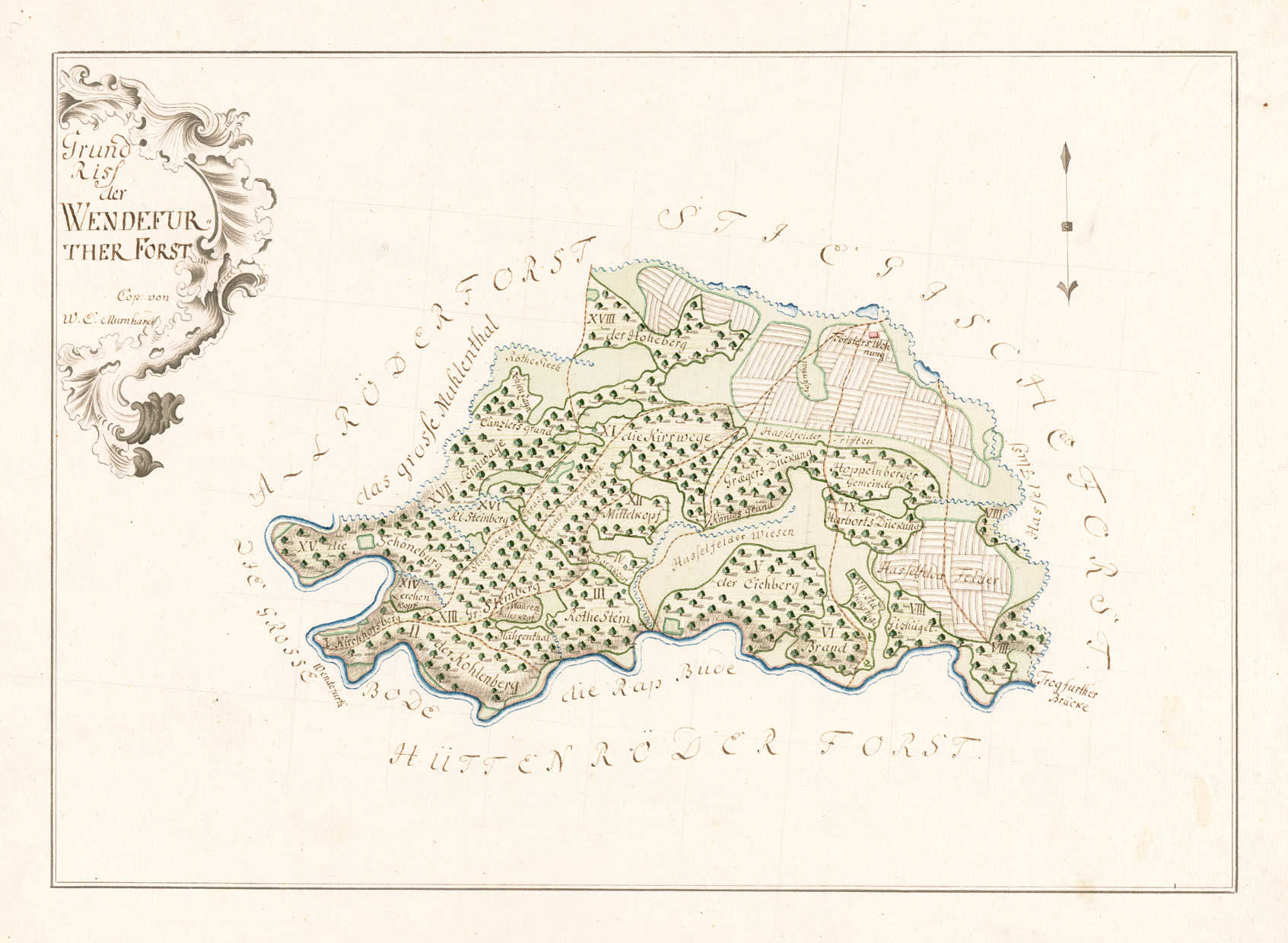
Grund Riss der Wendefurther Forst von W. E. Mumhard, um 1780

Die Inselkarte zeigt einzelne, meist flächenhafte Objekte der Erdoberfläche ohne ihre Umgebung. Ihr Umfang wird von topographischen Gegebenheiten wie Wegen, natürlichen Grenzen wie Gewässern oder von Menschen geschaffenen Grenzen wie Verwaltungseinheiten bestimmt.
Eine inselhafte Darstellung kann auch entstehen, wenn das im Fokus stehende Gebiet vollständig wiedergegeben, der Inhalt zum Rahmen hin aber soweit reduziert wird, dass dort beispielsweise lediglich Hauptflüsse und die Hauptverkehrswege eingetragen sind.
Der Vorteil einer Inselkarte gegenüber einer Rahmenkarte besteht darin, dass die Darstellung der Örtlichkeit angepasst werden kann und der Aufwand, neben dem Objekt auch das umgebende Gebiet in einem definierten Rahmen darzustellen, entfällt.
Nachteile bestehen in der fehlenden Möglichkeit, mehrere Inselkarten (ohne Digitalisierung und das Einpassen über Passpunkte) einfach zu einer Karte zu montieren (z. B. durch Zusammenkleben) oder in ein gesamtes Kartenwerk zu integrieren, wie auch im Fehlen von Anhaltspunkten beim Versuch, das Gebiet in seiner Umgebung zu verorten.